# Jaakko Tallus
Jaakko Tallus (n. 23 februarie 1981, Lieksa, Pohjois-Karjalan lääni⁠(d), Finlanda) este un sportiv ce a reprezentat Finlanda, medaliat olimpic. A participat la 3 ediții ale Jocurilor Olimpice (2002, 2006, 2010) în care a câștigat o medalie de aur, o medalie de argint și o medalie de bronz.